# 馬光 (清朝)
馬光，字幼实。山東鄒平縣人，清朝政治人物。

## 生平
馬光爲順治十六年（1659年）己亥科進士。康熙十三年（1674年），任江南省寧國府寧國縣知縣。在任六年，政績卓越，升御史。